# Watashi ga Motenai no wa Dō Kangaetemo Omaera ga Warui!
Watashi ga Motenai no wa Dō Kangaetemo Omaera ga Warui! (яп. 私がモテないのはどう考えてもお前らが悪い!; часто скорочується до WataMote (яп. わたモテ) — манґа, написана і проілюстрована манґакою Таніґавою Ніко. Публікується компанією Square Enix у журналі Gangan Comics Online з 4 серпня 2011 року. 4-кадровий спіноф манґи виходив у журналі Gangan Joker із січня 2013 до липня 2015 року. Аніме-адаптація від компанії Silver Link транслювалася в Японії з липня до вересня 2013 року. Аніме отримало гарні відгуки, насамперед, завдяки головній героїні, але також викликало суперечки щодо питання подолання соціофобії, яке порушується в аніме.

## Сюжет
15-річна Курокі Томоко вірить, що стане популярною після вступу до старшої школи, оскільки вона стала досить досвідченою в іграх жанру otome game (ігри для дівчат з основною романтичною складовою). Але насправді після вступу до старшої школи Томоко стає відлюдною одиначкою і вперше за багато років замислюється про свій спосіб життя. Впродовж усієї історії Томоко намагається покращити свій соціальний статус у старшій школі.

## Персонажі

### Головні персонажі
Курокі Томоко (яп. 黒木 智子, Kuroki Tomoko)
Сейю: Кітта Ідзумі
Головна героїня. Томоко часто зображується як безнадійна, самотня і ненормальна дівчина, що відображається у її соціофобії, яскравих виразах обличчя і мішках під її очима. Вона має похмурий погляд на життя, оскільки вона часто подумки схильна придумувати образи для інших людей чи себе. Вона витрачає більшість свого вільного часу, граючи ігри жанру otome game (ігри для дівчат з основною романтичною складовою) і сидячи в Інтернеті.
Нарусе Ю (яп. 成瀬 優, Naruse Yū)
Сейю: Кана Ханадзава
Ю — найкраща і, можливо, єдина подруга Томоко. Будучи в середній школі дивною дівчиною в окулярах і з довгим чорним волоссям, після вступу до старшої школи вона сильно змінюється, ставши блондинкою з великим бюстом (на заздрість Томоко). Попри те, що вона так радикально змінилася і у неї є хлопець (з яким пізніше розлучається), вона, як і раніше, вважає Томоко своєю найкращою подругою. Головна героїня 4-кадрового спін-оффа манґи.
Курокі Томокі (яп. 黒木 智貴, Kuroki Tomoki)
Сейю: Накамуро Юіті
Похмурий молодший брат Томоко. Його часто дратує дивна поведінка своєї сестри і тому він інколи палко сперечається з нею. Оскільки у нього є друзі і він гарно грає у футбол, Томоко інколи заходить без його дозволу до нього у кімнату за порадами.

### Члени родини
Кіі (яп. きーちゃん, Kī-chan) / Сатодзакі Кіко (яп. 里崎 希心, Satozaki Kiko)
Сейю: Куґімія Ріе
Молодша за віком двоюрідна сестра Томоко, яка тільки вступила до середньої школи. Спочатку вважає Томоко мудрою старшою сестрою, проте пізніше починає жаліти її, коли розуміє, що Томоко бреше їй тільки, щоб вразити.
Матір Томоко (яп. 智子の母親, Tomoko no Hahaoya)
Сейю: Хаямідзу Ріса
Матір Томоко і Томокі, яка часто стурбована поведінкою своєї дочки.

### Школа
Коміяма Котомі (яп. 小宮山 琴美, Komiyama Kotomi)
Сейю: Мідзухасі Каорі
Однокласниця Томоко і Ю у середній школі, яка вперше з'являється у спін-оффі манґи і пізніше разом з Томоко відвідує ту ж старшу школу. Вона і Томоко недолюблюють одна одну і прикидаються друзями лише коли Ю поруч. Вона закохалася у Томокі, але пізніше завдяки старанням Томоко їх відносини були розірвані.
Імае Меґумі (яп. 今江 恵美, Imae Megumi)
Сейю: Нонака Аі
Добросердечна президент учнівської ради у старшій школі, де навчається Томоко, яка найприхильніше серед учнів школи ставиться до Томоко.
Йосіда Масакі (яп. 吉田 茉咲, Yoshida Masaki)
Однокласниця Томоко, яка має страшний вигляд і яку Томоко вважає хуліганкою. Вона часто грубо поводиться з Томоко, проте їй також подобаються і милі речі.
Тамура Юрі (яп. 田村 ゆり, Tamura Yuri)
Однокласниця Томоко, яку часто можна побачити у компанії Йосіди і Мако. Вона тиха та похмура і засмучується кожного разу, коли Томоко знаходить спільну мову з іншими людьми.
Танака Мако (яп. 田中 真子, Tanaka Mako)
Однокласниця Томоко і найкраща подруга Юрі. Здебільшого вона добросердечна, хоча Томоко помилково вважає її лесбійкою.
Немото Хіна (яп. 根元 陽菜, Nemoto Hina)
Сейю: Куросе Юко
Популярна однокласниця Томоко, яка хоче стати сейю, проте нікому про це не розповідає. Пізніше вона стає відкритішою до справжньої себе після того, як Томоко дізнається про її мрію.
Уті Емірі (яп. 内 笑美莉, Uchi Emiri)
Однокласниця Томоко, яку друзі також називають Утті (яп. うっちー, Utchī), якій з часом стає відомо більше інших про поведінку Томоко і зрештою вона стає одержимою Томоко. Вирази її обличчя часто схожі на емодзі.
Като Асука (яп. 加藤 明日香, Katō Asuka)
Стильна гяру, яка добре ставиться до Томоко.
Мінамі Кохару (яп. 南 小陽, Minami Koharu)
Однокласниця Томоко. Дружить з Мако і часто різка при розмовах з Томоко.
Окада Акане (яп. 岡田 茜, Okada Akane)
Найкраща подруга Хіни, яка має незвичайну зачіску.
Іґуті Акарі (яп. 井口 朱里, Iguchi Akari)
Дівчина у старшій школі, у якій навчається Томоко. Була закоханою у Томокі, але згодом її репутація була зіпсована завдяки Томоко.
Оґіно (яп. 荻野, Ogino)
Ексцентрична класна керівниця Томоко, яка часто, на прикрість Томоко, заохочує її знайти друзів.

## Манґа
Написана Таніґавою Ніко, WataMote публікується компанією Square Enix у журналі Gangan Comics Online з 4 серпня 2011 року. Перший том манґи у вигляді танкобона з'явився 21 січня 2012 року. Станом на 21 вересня 2013 року, вийшли 5 томів манґи і офіційна фан-книга. Антологія вийшла 22 червня 2013 року. Другий том вийшов 22 травня 2012 року і посів 10-те місце у тижневому рейтингу компанії Oricon. Станом на липень 2013 року, було видано понад 1,5 млн копій манґи. Манґа здобула популярність за межами Японії після того, як фанатські переклади з'явилися на англомовному іміджборді 4chan, західному аналогу японського Futaba Channel. Yen Press отримала ліцензію на поширення манґи в Північній Америці та Великій Британії і почала видавати її 29 жовтня 2013 року. Спіноф у вигляді 4-кадрової манґи, Watashi no Tomodachi ga Motenai no wa Dō Kangaetemo Omaera ga Warui. (яп. 私の友達がモテないのはどう考えてもお前らが悪い。), відомий також як TomoMote (яп. トモモテ), виходив у журналі Gangan Joker видавництва Square Enix з 22 січня 2013 до 22 липня 2015 року.
| №  | Дата виходу     | ISBN                   |
| -- | --------------- | ---------------------- |
| 1  | 21 січня 2012   | ISBN 978-4-757-53480-3 |
| 2  | 22 травня 2012  | ISBN 978-4-757-53597-8 |
| 3  | 22 грудня 2012  | ISBN 978-4-757-53818-4 |
| 4  | 22 червня 2013  | ISBN 978-4-757-53980-8 |
| 5  | 21 вересня 2013 | ISBN 978-4-757-54064-4 |
| 6  | 22 березня 2014 | ISBN 978-4-757-54025-5 |
| 7  | 22 жовтня 2014  | ISBN 978-4-757-54121-4 |
| 8  | 22 серпня 2015  | ISBN 978-4-757-54713-1 |
| 9  | 22 березня 2016 | ISBN 978-4-757-54911-1 |
| 10 | 22 жовтня 2016  | ISBN 978-4-757-55125-1 |
| 11 | 22 березня 2017 | ISBN 978-4-757-55277-7 |
| 12 | 22 лютого 2018  | ISBN 978-4-757-55624-9 |
| 13 | 21 липня 2018   | ISBN 978-4-757-55777-2 |

## Аніме
Телевізійна аніме-адаптація манґи від компанії Silver Link виходила в Японії з 8 липня до 23 вересня 2013 року і одночасно транслювалася на сайті Crunchyroll. Режисер — Оонума Сін, автор сценарію — Йосіока Такао, дизайн персонажів — Фурукава Хідекі. OVA-епізод вийшов разом із сьомим томом манґи 22 жовтня 2014 року. Sentai Filmworks отримали ліцензію на показ аніме у Північній Америці і почали випуск серіалу на Blu-ray- та DVD-дисках 26 серпня 2014 року.
Опенінг — пісня «Watashi ga Motenai no wa dō Kangaetemo Omaera ga Warui!» (яп. 私がモテないのはどう考えてもお前らが悪い!) співачки Судзукі Кономі і колективу Kiba of Akiba, який посів 43-тє місце у рейтингу Japan Hot 100. Головний ендінг, який грав у 8 епізодах, — «Dō Kangaetemo Watashi wa Warukunai» (яп. どう考えても私は悪くない) співачки Кітти Ідзумі. Він посів 79-те місце в Японії. Ендінг для другого і п'ятого епізодів — «Musō Renka» (яп. 夢想恋歌) і «Yoru no Tobari yo Sayōnara» (яп. 夜のとばりよ さようなら) відповідно, обидві пісні виконані виконавцем Velvet.kodhy. Ендінг шостого епізоду — «Natsu Matsuri» (яп. 夏祭り) у виконанні Utsu-P і Мінацукі Токи, за участю Хацуне Міку (кавер пісні-хіта 1990 року у виконанні групи Jitterin' Jinn). Ендінг одинадцятого епізоду — пісня «Sokora no Chaku-Gurumi no Fūsen to Watashi» (яп. そこらの着ぐるみの風船と私) у виконанні Velvet.kodhy і µ.

### Список епізодів
| №   | Назва епізоду | Дата виходу     |
| --- | --- | --------------- |
| 1   | Since I'm Not Popular, I'll Change My Image a Bit «Motenai shi, Chotto Imechen suru wa» (モテないし、ちょっとイメチェンするわ)      | 8 липня 2013    |
| 2   | Since I'm Not Popular, I'll See My Old Friend «Motenai shi, Mukashi no Tomodachi ni Au» (モテないし、昔の友達に会う)                | 15 липня 2013   |
| 3   | Since I'm Not Popular, the Weather's Bad «Motenai shi, Akutenkō» (モテないし、悪天候)                                               | 22 липня 2013   |
| 4   | Since I'm Not Popular, I'll Have a Good Dream «Motenai shi, Chotto Ii Yume Miru wa» (モテないし、ちょっといい夢見るわ)              | 29 липня 2013   |
| 5   | Since I'm Not Popular, I'll Boost My Skills «Motenai shi, Sukiru Appu shitemiru» (モテないし、スキルアップしてみる)                 | 5 серпня 2013   |
| 6   | Since I'm Not Popular, I'll Go See the Fireworks «Motenai shi, Hanabi ni Iku» (モテないし、花火に行く)                              | 12 серпня 2013  |
| 7   | Since I'm Not Popular, I'll Enjoy Summer Vacation «Motenai shi, Natsuyasumi o Makitsu suru» (モテないし、夏休みを満喫する)          | 19 серпня 2013  |
| 8   | Since I'm Not Popular, I'll Put on Airs «Motenai shi, Mie o Haru» (モテないし、見栄をはる)                                          | 26 серпня 2013  |
| 9   | Since I'm Not Popular, Summer Will End «Motenai shi, Natsu ga Owaru» (モテないし、夏が終わる)                                       | 2 вересня 2013  |
| 10  | Since I'm Not Popular, Second Term Is Starting «Motenai shi, Ni-gakki ga Hajimaru» (モテないし、二学期が始まる)                     | 9 вересня 2013  |
| 11  | Since I'm Not Popular, I'll Participate in the Culture Festival «Motenai shi, Bunkasai ni Sankasuru» (モテないし、文化祭に参加する) | 16 вересня 2013 |
| 12  | Since I'm Not Popular, I'll Think About the Future «Motenai shi, Shōrai o Kangaeru» (モテないし、将来を考える)                      | 23 вересня 2013 |
| OVA | Since I'm Not Popular, I'll Become an Enigma «Motenai shi, Nazomeitemiru» (モテないし、謎めいてみる)                                | 22 жовтня 2014  |

## Сприйняття
WataMote став темою обговорень і суперечок, особливо щодо його висвітлення соціофобії і головної героїні Томоко. Було багато різних думок стосовно того, чи варто вважати тему, якої торкається твір, смішною чи ні. Проте усе ж аніме-адаптацію високо оцінили більшість сайтів.
Дописувач блогу Kotaku і критик аніме Річард Ейзенбайс у своєму огляді негативно схарактеризував аніме-серіал, назвавши його «найпідлішим» («most mean-spirited») аніме, яке він бачив як критик і фанат. Ейзенбайс критикує головне джерело гумору твору, соціофобію головної героїні, вбачаючи у цьому приниження людей, що страждають соціофобією.
На противагу, у огляді від AnimeNewsNetwork аніме порівнюється з іншими відомими роботами NHK ni Youkoso! і Genshiken, у яких також зображуються люди із соціофобією. До того ж Томоко зображується як цілковитий антимое персонаж, оскільки вона гнівна і мстива, на противагу типовим веселим мое-дівчатам, які просто бувають соціально незграбні. Огляд хвалить аніме за точність і зрозумілість у питанні зображення соціального відчуження.